# Karl Popper
Karl Popper (28 tháng 6 năm 1902 – 17 tháng 9 năm 1994) là một nhà triết học người Áo, người đề xuất các ý tưởng về một xã hội mở, một xã hội mà ở đó sự bất đồng chính kiến được chấp nhận và đó được xem như một tiền đề để tiến tới việc xây dựng một xã hội hoàn thiện. Ông cũng được xem như là người sáng lập Chủ nghĩa Duy lý phê phán (Critical rationalism).